# 神奇宝贝！就决定是你了！
《神奇寶貝！就决定是你了！》是寶可夢动画的第一集。在1997年4月1日在日本首映，1998年9月8日在美国首映，1998年11月28日在台灣中視播放。
在这集中，小智获得他的第一只寶可夢－难以亲近的皮卡丘，并带着他踏上寶可夢训练师之旅。在多次捕捉寶可夢失败后，小智向烈雀砸过去石块，被激怒的烈雀开始攻击小智和皮卡丘。接着他们被一群烈雀追逐，最后看到小智真诚的皮卡丘阻止了烈雀。
寶可夢游戏发行商任天堂，要求修改内容并用英语发行剧集。一些暴力内容画面被删去，包括一处小霞搧小智耳光的场景。脚本由保罗·泰勒翻译。本集英语版小智由维罗尼卡·泰勒配音，维罗尼卡说她喜欢剧本和为小智的台词录音。
这集从播放以来，获得电视评论家的讚許。《老实人报》的安德鲁·伍德赞扬剧集掌握住遊戲的設定，但认为剧集太聚焦于角色小智。同名改编儿童图书在1999年7月出版，剧集2004年在Game Boy Advance Video发布。

## 情节
小智将从大木博士那里得到他的第一隻神奇宝贝。像小智那样，男孩和女孩在满10岁时，会获得资格成为神奇宝贝训练师。在获得第一只神奇宝贝的那天，小智因为意外弄坏闹钟而睡过头。他醒来跑到大木博士的研究所，却发现全部三只初始神奇宝贝都被选走。在小智的恳求下，大木博士表示他还有一只神奇宝贝，不过那只有点问题。小智表示没有关系，在打开寶可夢球后，里面出来一只电气类神奇宝贝皮卡丘。小智看到他可爱的外表，将他抱在怀中，但皮卡丘对小智发动了电击。小智拿到寶可夢圖鑑和六个寶可夢球，和家人告别后，以成为最强大寶可夢训练师为目标离开。
小智强拉皮卡丘离开，表示希望和他做朋友，但皮卡丘冷漠的表示不信任。接着，小智用宝贝球捕获飞过的波波，但是没有成功。小智察看神奇宝贝图鉴明白，训练师需要先用自己的神奇宝贝和对象交战，趁他虚弱后再用神奇宝贝球捕获。因为皮卡丘不配合，小智企图自己和波波交战，却被直接打败，皮卡丘对小智发出了嘲笑。沮丧的小智朝他以为的波波砸出石块，结果砸中的是有攻击性的烈雀，烈雀开始攻击皮卡丘和小智。皮卡丘电击烈雀，但烈雀桓来一大群同类。小智带着皮卡丘从瀑布水流中逃生，并被垂钓的女孩小霞钓上岸。小霞让小智带受伤的皮卡丘，去常磐市的寶可夢中心治疗。小智眼看烈雀群追近，便“借了”小霞的单车带皮卡丘逃脱。
烈雀在去常磐市的途中追上了小智和皮卡丘，小智选择冒着生命危险保护皮卡丘。皮卡丘看到小智对他的关心后，发动强电击将烈雀赶走，同时也电废了小霞的单车。小智抱着皮卡丘前往常磐市，皮卡丘舔着小智的脸颊，表示他们已经成为好朋友。在云雨之处，一只神秘的金鸟飞过彩虹。

## 製作
《神奇宝贝！就决定是你了！》是寶可夢的第一集，由日本制作与放映。剧集的编剧是首藤剛志，导演是日高政光。制作员工在开始动画时，希望从一位具体角色重点着手。员工选择皮卡丘是因为，他比其他神奇宝贝更受欢迎，他们认为“大概男生女生都喜欢他”。剧集动画由日本的小学馆制作，目标受众为小学生。

### 英语改编
4Kids娱乐揭露，他们计划制作英语改编动画，并向美国进口。就在此前不久，1997年12月16日在日本播映的《电脑战士3D龙》引发了争议。剧集里一个闪烁红蓝光的大爆炸场景，致使观众视力模糊、头痛、眩晕、抽搐、失明乃至失去知觉。685名观众被救护车送进医院。4Kids娱乐首席执行官阿尔弗雷德·R·卡恩在1998年1月1日宣布，动画进入美国前会编辑。动画在美国播放，许多家长对孩子的安全表示担心，但卡恩称“我保证这不是问题。我们已严肃的对待并修复问题。”
任天堂要求，英语版要对原日版影片作出修改。“我们不打算在美国播放暴力、性别歧视或宗教场景”，小学馆执行制作人久保正和如是说。一些打人的画面场景被剪掉，如本集中小霞搧小智耳光。角色和怪兽的名字被西化：智改成阿什（Ash），茂改成加里（Gary），神奇宝贝改用描述性名称。以三个初始寶可夢为例，小火龙是尾巴上有团火球的火蜥蜴（salamander），叫做Charmander（char有烧的意义）；妙蛙种子如背上有洋葱状鳞茎（blub）的恐龙（dinosaur），因此称Bulbasaur；杰尼龟为会喷射（squirt）水的龟（turtle），故为Squirtle。

#### 配音
寶可夢前八篇的英文版中，小智都由维罗尼卡·泰勒配音。维罗尼卡称，剧集中为小智台词配音的感觉“非常棒”——“扮演10岁的男孩，他的活力与兴奋、它的战斗、他的沮丧、沙哑的声音，真是太棒了”。
维罗尼卡在《美国杂志》的采访中介绍了剧集配音过程。首先将脚本由日译英，之后为对口型而调整。维罗尼卡称，他们是按集录音，且她录音时只会自己在录音棚。维罗尼卡又称，她多是最先录音的人，因此必须想象上句台词是怎么说的。“好在，和我合作的导演很棒，他会帮忙解说台词、对口型、以及连贯语音”。

## 反響
剧集于1998年9月8日在美国首映。此后它获得电视评论者不一的评论。《老实人报》的安德鲁·伍德队剧集感受交织。对于按游戏忠实树立的神奇宝贝世界，他表示称赞。但伍德认为，明显本集没有旅伴，“小智并不怎么有趣”。Mania.com的安德鲁·泰说“在作品初期的配音中有個重要的部分，就是配音员未完全進入角色。小智和小次郎的配音远比最后期的低沉”。GameZone的路易斯·贝迪干认为剧集最佳瞬间是开头电视中的寶可夢战斗，“黑白的、边对边的寶可夢战斗。他们动作缓慢，似乎是回合制。它完美模拟了游戏，接着战斗快速变得逼真、全彩。几个游戏改编动画连续剧也如此优秀的融入了游戏元素”。X-娱乐认为剧集最佳瞬间是小智发现神秘的凤王，而寶可夢图鉴尚无它的资料。

## 图书改编和重新出版
剧集改编的儿童图书在1999年7月出版。它由学乐公司出版，特蕾西·韦斯特编。剧集以家庭錄影帶和數位光碟，分别在1998年11月24日和1998年12月13日出版。
任天堂在2004年9月24日宣布，9月27日将上架“经典”两个Game Boy Advance Video卡带，其中收录“经典”的早期寶可夢剧集。两个卡带各有两集剧集，四集全部来自第一篇。

## 标记
1. 1 2 3  . Shopro.co.jp.   [2009-06-20]. （原始内容存档于2009-06-21） （日语）.
2. ↑  [永久]
3. . The Pokémon Company International.   [2014-02-14]. （原始内容存档于2021-03-14）.
4. ↑  . Time. 1999-11-22  [2008-12-26]. （原始内容存档于2008-12-19）.
5. 1 2  Drazen, Patrick. . Berkeley, California: Stone Bridge Press. October 2002: 317–326. ISBN 1-880656-72-8. OCLC 50898281.
6. ↑  Sheryl, Wudunn. . The New York Times. 1997-12-18  [2008-10-19]. （原始内容存档于2009-02-01）.
7. 1 2 3  Radford, Benjamin. . Skeptical Inquirer. May 2001  [2008-11-02]. （原始内容存档于2008-10-20）.
8. ↑  Radford B, Bartholomew R. . South Med J. 2001, 94 (2): 197–204. PMID 11235034. doi:10.1097/00007611-200194020-00005.
9. ↑  . Neuroscience For Kids. 2000-03-11  [2008-11-21]. （原始内容存档于2013-07-19）.
10. ↑  . Snopes.com.   [2008-11-21]. （原始内容存档于2012-02-01）.
11. ↑  . The Augusta Chronicle. 1998-01-01  [2008-12-26]. （原始内容存档于2009年9月10日）.
12. ↑  . Pittsburgh Post-Gazette. 1998-01-01: E5.
13. 1 2  . Time. 1999-11-22  [2008-12-26]. （原始内容存档于2008-12-17）.
14. ↑  . Psypokes.com.   [2008-12-26]. （原始内容存档于2013-06-30）.
15. ↑  . Dogasu's Backpack.   [2009-01-01]. （原始内容存档于2008-12-02）.
16. ↑  . VeronicaTaylor.net. August 2000  [2009-01-01]. （原始内容存档于2013-07-07）.
17. ↑  Wood, Andrew. . The Plain Dealer. 1998-09-10.
18. ↑  Tei, Andrew. . Mania.com. 2003-10-14  [2008-12-26]. （原始内容存档于2009年2月18日）.
19. ↑  . GameZone.   [2008-12-26]. （原始内容存档于2008-12-29）.
20. ↑  . X-Entertainment. 2007-06-20  [2008-12-26]. （原始内容存档于2024-02-14）.
21. ↑  . Amazon.com.   [2008-12-26]. （原始内容存档于2011-01-19）.
22. ↑  . WorldCat.   [2008-12-26]. （原始内容存档于2009-02-17）.
23. ↑  . Amazon.com.   [2008-12-26]. （原始内容存档于2012-01-03）.
24. ↑  . Amazon.com.   [2008-12-26]. （原始内容存档于2011-01-15）.
25. ↑  N-Philes. . N-Philes. 2004-09-25  [2008-12-26]. （原始内容存档于2009年2月20日）.
26. ↑  Kohler, Chris. . GameSpot. 2004-09-27  [2008-12-26]. （原始内容存档于2009-02-18）.

## 对外链接
- "Pokémon, I Choose You!" （页面存档备份，存于）在TV.com
- "Pokémon, I Choose You!" （页面存档备份，存于）在互联网电影数据库